# Aggettivo qualificativo
Gli aggettivi qualificativi sono aggettivi che indicano una qualità del nome e servono per descrivere il nome cui si riferiscono con maggiore precisione e accuratezza.

## Uso
Non sempre gli aggettivi sono necessari; sono, però, sempre importanti, perché permettono di precisare il pensiero, di renderlo più efficace e di esprimere sfumature rilevanti.
Di un'automobile, ad esempio, si può dire che è bella, ma si può anche aggiungere che è metallizzata, scattante, rossa, nuova, comoda, sciccosa, slanciata, ecc.
Non c'è limite al numero degli aggettivi qualificativi, perché essi possono riguardare qualsiasi aspetto della realtà o della fantasia.
| forma              | triangolare, sferico, rotondo, romboidale, quadrato...            |
| tempo              | quotidiano, invernale, diurno, notturno, serale, pomeridiano ...  |
| colore             | rosso, verde, giallognolo, grigiastro, violaceo ...               |
| sensazioni fisiche | caldo, dolce, piccante, freddo, ruvido, fragrante ...             |
| stati d'animo      | gioioso, felice, triste, malinconico, euforico, ansioso ...       |
| valutazioni morali | nobile, altruista, pettegolo, generoso, disonesto, maleducato ... |
| dimensioni         | lungo, largo, stretto, elevato, grande, vasto, piccolo ...        |
| modi di essere     | stanco, riposato, esausto, indolenzito, rilassato ...             |
| materia            | marmoreo, ligneo, bronzeo, ferroso, eburneo ...                   |
| aspetto            | solido, cadente, fatiscente, robusto, florido, allampanato ...    |

Possono funzionare da aggettivi qualificativi anche i participi dei verbi, quando sono legati a un nome:
Le fabbriche emettevano scarichi inquinanti.
Fa piacere passeggiare nei prati puliti.

## Primitivi, derivati, alterati e composti
In riferimento alla loro struttura, gli aggettivi qualificativi si possono distinguere in quattro gruppi.

### Aggettivi primitivi
Gli aggettivi primitivi hanno una forma propria che non deriva da altre parole (utile, alto, rosso, onesto) e sono formati soltanto dalla radice e dalla desinenza. E
cambia di nome
| radice | desinenza | aggettivo primitivo |
| ------ | --------- | ------------------- |
| util-  | -e        | utile               |

### Aggettivi derivati
Gli aggettivi derivati vengono formati, con l'aggiunta di prefissi o suffissi, da:
- un aggettivo: capace, incapace; continuo, discontinuo ecc.;
- un nome: musica, musicale; poeta, poetico; fumo, fumoso; Italia, italiano ecc.;
- un verbo: amare, amabile; temere, temibile; gradire, gradevole ecc.

### Aggettivi alterati
Gli aggettivi alterati si hanno quando la forma base dell'aggettivo viene alterata con i suffissi -ello, -ino, -etto, -uccio, -astro, -one, -accio, -acchione, ecc; l'alterazione può essere diminutiva, accrescitiva, vezzeggiativa e dispregiativa:
furbetto e furbino indicano un modo simpatico di essere furbi;
furbone e furbacchione indicano un modo negativo di essere furbi;
furbastro indica una furbizia condannabile.

### Aggettivi composti
Gli aggettivi composti sono formati dall'unione di due elementi che possono essere:
- due aggettivi (grigio + verde = grigioverde, agro + dolce = agrodolce);
- un prefissoide più un aggettivo (auto + sufficiente = autosufficiente, psico + attitudinale = psicoattitudinale);
- un sostantivo o un prefissoide più un suffissoide (petrolio + fero = petrolifero, franco + fono = francofono).

Gli aggettivi composti, anche quando sono formati da elementi accostati da un trattino (didattico-educativo, russo-afgano, ecc.) si comportano come una parola unica e formano il femminile e il plurale cambiando soltanto la desinenza del secondo elemento.
| maschile sing. | femminile sing. | maschile plur. | femminile plur. | fotostatico | fotostatica | fotostatici | fotostatiche |
| esterofilo     | esterofila      | esterofili     | esterofile      |             |             |             |              |

si possono confondere anche con gli avverbi

## Genere e numero
L'aggettivo è una parte variabile del discorso, in quanto, come fa il nome, cambia la desinenza in rapporto al genere (maschile e femminile) e al numero (singolare e plurale). Gli aggettivi variabili e declinabili si raggruppano secondo il modo in cui formano il femminile e il plurale.
- Gli aggettivi della prima classe terminano al maschile singolare in -o, variano sia nel genere sia nel numero e presentano, perciò, quattro diverse desinenze:

|           | singolare | plurale |
| --------- | --------- | ------- |
| maschile  | buon-o    | buon-i  |
| femminile | buon-a    | buon-e  |

- Gli aggettivi della seconda classe hanno due sole desinenze, una per il singolare e una per il plurale, senza distinguere tra maschile e femminile:

|                      | singolare | plurale |
| -------------------- | --------- | ------- |
| maschile - femminile | vivac-e   | vivac-i |

- Esistono poi aggettivi che terminano in -a, i quali hanno una forma per il singolare e due per il plurale:

|           | singolare   | plurale     |
| --------- | ----------- | ----------- |
| maschile  | entusiast-a | entusiast-i |
| femminile | entusiast-a | entusiast-e |

Appartengono a questa categoria gli aggettivi in:
- -ista: pessimista, comunista...
- -cida: omicida, moschicida...
- -ita:  ipocrita, vietnamita ...
- -asta: iconoclasta...
- -ota:  epirota, idiota ...
- C'è infine un gruppo di aggettivi con la desinenza invariabile, che hanno cioè una sola forma per entrambi i generi e i numeri. A questo gruppo appartengono:
  - gli aggettivi in -i (pari, impari, dispari...);
  - gli aggettivi indicanti colori, derivati da nomi (rosa, viola, ciclamino, indaco...);
  - gli aggettivi usati in coppia o uniti a un nome, per indicare sfumature di colore (verde pastello, giallo limone, rosa pallido, verde bottiglia, grigio ferro...);
  - gli aggettivi di origine straniera (blu, snob, zulù...);
  - alcuni aggettivi formati da anti- più un nome (antinebbia, antifurto, antiruggine...);
  - le locuzioni avverbiali usate come aggettivi (perbene, dabbene, dappoco...).

### Approfondimento
Per la formazione del plurale, generalmente, gli aggettivi seguono le stesse regole valide per i nomi, ma è necessario considerare alcune particolarità.
- Gli aggettivi che finiscono in -co (femm. -ca) formano il plurale in:

-chi (femm. -che) se sono piani: bianco/bianchi/bianche, sporco/sporchi/sporche
eccezioni: amico/amici/amiche, nemico/nemici/nemiche, greco/greci/greche;
-ci (femm. -che) se sono sdruccioli: magico/magici/magiche, politico/politici/politiche
eccezioni: carico/carichi/cariche, dimentico/dimentichi/dimentiche.
- Gli aggettivi che finiscono in -go (femm. -ga) formano sempre il plurale in -ghi (femm. -ghe): largo/larghi/larghe, analogo/analoghi/analoghe.

Eccezioni gli aggettivi che finiscono in -logo e -fago (femm. -loga e -faga), i quali hanno il plurale maschile in -gi (monaco teologo/monaci teologi; popolo antropofago/popoli antropofagi), hanno il plurale femminile regolare in -loghe e -faghe.
- Gli aggettivi in -io (femm. -ia) con la i accentata formano il plurale maschile in -ii: restio/restii, pio/pii; se la i non è accentata, formano il plurale maschile con una sola -i (savio/savi, proprio/propri, serio/seri); il plurale femminile è regolare in -ie: restia/restie, seria/serie.
- Gli aggettivi femminili in -cia e -gia formano il plurale femminile:

in -cie e -gie quando la c e la g sono precedute da vocale (sudicia/sudicie);
in -ce e -ge quando la c e la g sono precedute da consonante (saggia/sagge)
- Gli aggettivi composti formano il plurale modificando solo la desinenza finale (paleocristiano/paleocristiani).
- Bello, grande, santo e buono hanno più forme di singolare e di plurale, che dipendono dalla lettera iniziale del nome cui si riferiscono.

|                        | davanti a z, ps, gn, x, s preconsonantica                           | davanti alle altre consonanti                                             | davanti a vocale                                            | davanti al femminile                                            | dopo il sostantivo                                          |
| ---------------------- | ------------------------------------------------------------------- | ------------------------------------------------------------------------- | ----------------------------------------------------------- | --------------------------------------------------------------- | ----------------------------------------------------------- |
| bello sing. - plur. -  | bello zaino, psicologo, scoglio begli zaini psicologi, scogli       | bel cane, libro viso bei cani, libri visi belli i cani, i libri, i visi   | bell' uomo, armadio, emporio begli uomini armadi, empori    | bella donna, amica, stagione belle donne amiche, stagioni       | cane, viso,, libro bello                                    |
| grande sing. - plur. - | grande zaino, specchio,gnu grandi zaini specchi, gnu                | gran o grande sogno, pranzo, fascino grandi o gran sogni, pranzi, fascini | grande amico, amore grandi amici, amori                     | gran o grande donna, amica, storia grandi donne, amiche, storie | sogno, pranzo, fascino grande sogni, pranzi, fascini grandi |
| buono sing. - plur. -  | buono o buon zelo, psichiatra, scherzo buoni scherzi                | buon padre, biscotto, gatto buoni padri, biscotti, gatti                  | buon amico, umore, ancoraggio buoni amici, umori, ancoraggi | buona (buon') amica, buona zia, torta buone amiche, zie, torte  | padre, biscotto, gatto buono padri, biscotti, gatti buoni   |
| santo sing. - plur. -  | santo Stefano (solo davanti a s presonantica) santi Stefano e Luigi | san Giulio, Francesco Saverio santi Pietro e Paolo                        | sant' Antioco santi Aimo e Vermondo                         | santa Paola o sant' Adele sante Teresa e Maria                  |                                                             |

## La concordanza
Un aggettivo qualificativo non può mai essere usato da solo: deve essere sempre legato a un sostantivo, direttamente o indirettamente, per esempio tramite un verbo. Per questo motivo, l'aggettivo deve concordare in genere e numero con il nome cui si riferisce:
gatto grigio, gatta grigia, gatti grigi, gatte grigie
ragazzo felice, ragazza felice, ragazzi felici, ragazze felici
Quando l'aggettivo accompagna un solo nome, l'applicazione della regola risulta semplice; quando, invece, l'aggettivo si riferisce a più sostantivi, bisogna distinguere:
- con più nomi di genere maschile → concordanza al plurale maschile:

Marco e Andrea sono simpatici.
Ho acquistato un tavolo e due divani antichi.
- con più nomi di genere femminile → concordanza al plurale femminile

Francesca e Marta sono simpatiche.
È un uomo di intelligenza e volontà straordinarie.
- con nomi di genere e numero diversi → concordanza al plurale maschile:

Marco e Francesca sono simpatici.
Possiedo guanti e sciarpa rossi.
Mandarini e arance profumati colmavano il vassoio.
Se i nomi di genere diverso sono entrambi plurali, la concordanza può avvenire anche col nome più vicino (Ho comprato maglioni e camicie nuove); siccome questa soluzione può generare confusione, è preferibile usare l'aggettivo al plurale maschile (Ho comprato maglioni e camicie nuovi).
Se l'aggettivo è preceduto da un articolo si dice aggettivo sonstantivato ad esempio: gli antichi

## La posizione dell'aggettivo qualificativo
L'aggettivo qualificativo può essere posto sia prima sia dopo il nome cui si riferisce. In generale, l'aggettivo posto prima del nome esprime una maggiore soggettività, una certa enfasi emotiva o una ricercatezza stilistica; quello posto dopo il nome ha rilievo particolare:
Apparvero in lontananza riarsi terreni.
Apparvero in lontananza terreni riarsi.
L'aggettivo riarsi indica in entrambe le frasi una qualità di terreni: nella prima frase dà maggior risalto al nome, nella seconda assume esso stesso un rilievo maggiore.
A volte, posto prima del nome, l'aggettivo ha un valore puramente descrittivo; posto dopo assume un valore restrittivo:
Usa di preferenza i vecchi giocattoli;
Usa di preferenza i giocattoli vecchi. (non quelli nuovi)
In alcuni casi, però, la diversa posizione dell'aggettivo determina un totale cambiamento di significato; questo accade in espressioni come quelle che seguono e in parecchie altre simili:
pover'uomo            = uomo meschino, di basso livello morale;
uomo povero           = uomo non ricco, privo di mezzi;
diverse occasioni     = numerose occasioni;
occasioni diverse     = occasioni di vario tipo.
Ci sono, inoltre, alcuni aggettivi per i quali la posizione è fissa, essi vanno cioè collocati dopo il nome; sono quelli che indicano:
- nazionalità: donna messicana, ragazzo tedesco ...
- forma:       cesto ovale, tavolo rettangolare ...
- materia:     terreno argilloso, roccia calcarea ...
- colore:      calze blu, gonna nera, maglione giallo ...

## L'aggettivo sostantivato e i pronomi qualificativi
La funzione principale dell'aggettivo è quella di accompagnare un nome, per qualificarlo o determinarlo meglio. Talvolta, però, l'aggettivo assume la funzione del nome; ciò si verifica quando viene sostantivato con l'articolo:
- Rispetta i coraggiosi      = Rispetta gli uomini coraggiosi.
- Arrivano delle straniere   = Arrivano delle donne straniere.

L'uso di alcuni aggettivi sostantivati è così consolidato che, in quelle parole, l'originario valore di aggettivo non è più avvertito: il caldo, il quotidiano, il futuro, i mondiali, i poveri, ecc...
Quando un aggettivo qualificativo sostituisce un nome, che rimane sottinteso, assume la funzione di pronome qualificativo, da non confondersi con l'aggettivo sostantivato, che ha sempre una certa autonomia di uso, che il pronome qualificativo non ha mai, come risulta dagli esempi sottostanti.
- "Qual è la tua matita?" "La gialla". L'aggettivo "gialla" sostituisce l'espressione matita gialla; non ha alcuna autonomia d'uso, perché il suo significato è desumibile solo dal contesto del discorso. È perciò da considerarsi pronome qualificativo.
- Gli italiani sono noti per la loro passione per la buona cucina. L'aggettivo italiani ha una autonomia di uso e il suo significato non va desunto dal contesto del discorso. È perciò un aggettivo sostantivato.

## Aggettivi qualificativi e aggettivi relazionali
Nel tempo, gli studiosi hanno finito per distinguere dai qualificativi una categoria di aggettivi denominali detti aggettivi relazionali. Piuttosto che qualificare il nome (come i qualificativi), gli aggettivi relazionali indicano una relazione tra il nome che determinano (N1) e un altro nome da cui sono derivati e che traspongono (N2). Ad esempio: dal sintagma nominale serata di musica deriva serata musicale. Gli aggettivi relazionali hanno varie proprietà che li distinguono dai qualificativi: in particolare, mentre i qualificativi caratterizzano i nomi secondo una prospettiva soggettiva (giudico una ragazza solare), i relazionali individuano un rapporto tra N1 e N2 di natura estrinseca e oggettiva (calore solare).

## L'aggettivo con valore avverbiale
Quando un aggettivo qualificativo anziché riferirsi a un nome, accompagna un verbo, modificandolo o qualificandolo meglio, esso ha valore di avverbio e si definisce aggettivo con valore avverbiale:
- Cammina piano. (in modo lento)
- Lavorano duro. (duramente)
- Parlate chiaro.  (chiaramente)
- Ho visto giusto. (in modo giusto)